# Saint-Vrain (Essonne)
Saint-Vrain és un municipi francès, situat al departament de l'Essonne i a la regió de Illa de França. L'any 2007 tenia 2.791 habitants.
Forma part del cantó de Brétigny-sur-Orge, del districte de Palaiseau i de la Comunitat de comunes de la Val d'Essonne.

## Demografia

### Població
El 2007 la població de fet de Saint-Vrain era de 2.791 persones. Hi havia 1.063 famílies, de les quals 261 eren unipersonals (100 homes vivint sols i 161 dones vivint soles), 357 parelles sense fills, 381 parelles amb fills i 64 famílies monoparentals amb fills.
La població ha evolucionat segons el següent gràfic:
Habitants censats

### Habitatges
El 2007 hi havia 1.163 habitatges, 1.074 eren l'habitatge principal de la família, 23 eren segones residències i 65 estaven desocupats. 932 eren cases i 227 eren apartaments. Dels 1.074 habitatges principals, 875 estaven ocupats pels seus propietaris, 175 estaven llogats i ocupats pels llogaters i 25 estaven cedits a títol gratuït; 46 tenien una cambra, 91 en tenien dues, 134 en tenien tres, 212 en tenien quatre i 591 en tenien cinc o més. 884 habitatges disposaven pel capbaix d'una plaça de pàrquing. A 476 habitatges hi havia un automòbil i a 529 n'hi havia dos o més.

### Piràmide de població
La piràmide de població per edats i sexe el 2009 era:
| Homes | Edats   | Dones |
| ----- | ------- | ----- |
| 0     | 95 o +  | 12    |
| 4     | 90 a 94 | 24    |
| 16    | 85 a 89 | 56    |
| 16    | 80 a 84 | 8     |
| 20    | 75 a 79 | 56    |
| 44    | 70 a 74 | 72    |
| 76    | 65 a 69 | 64    |
| 88    | 60 a 64 | 88    |
| 64    | 55 a 59 | 72    |
| 104   | 50 a 54 | 116   |
| 112   | 45 a 49 | 100   |
| 108   | 40 a 44 | 96    |
| 88    | 35 a 39 | 100   |
| 120   | 30 a 34 | 104   |
| 88    | 25 a 29 | 112   |
| 68    | 20 a 24 | 68    |
| 96    | 15 a 19 | 76    |
| 96    | 10 a 14 | 72    |
| 112   | 5 a 9   | 96    |
| 76    | 0 a 4   | 60    |

## Economia
El 2007 la població en edat de treballar era de 1.747 persones, 1.331 eren actives i 416 eren inactives. De les 1.331 persones actives 1.263 estaven ocupades (645 homes i 618 dones) i 68 estaven aturades (29 homes i 39 dones). De les 416 persones inactives 161 estaven jubilades, 188 estaven estudiant i 67 estaven classificades com a «altres inactius».

### Ingressos
El 2009 a Saint-Vrain hi havia 1.044 unitats fiscals que integraven 2.718,5 persones, la mediana anual d'ingressos fiscals per persona era de 25.729 €.

### Activitats econòmiques
Dels 88 establiments que hi havia el 2007, 2 eren d'empreses alimentàries, 3 d'empreses de fabricació d'altres productes industrials, 7 d'empreses de construcció, 16 d'empreses de comerç i reparació d'automòbils, 6 d'empreses de transport, 4 d'empreses d'hostatgeria i restauració, 4 d'empreses d'informació i comunicació, 4 d'empreses financeres, 4 d'empreses immobiliàries, 19 d'empreses de serveis, 10 d'entitats de l'administració pública i 9 d'empreses classificades com a «altres activitats de serveis».
Dels 17 establiments de servei als particulars que hi havia el 2009, 1 era una oficina de correu, 1 paleta, 1 fusteria, 3 lampisteries, 2 empreses de construcció, 3 perruqueries, 2 restaurants, 2 agències immobiliàries i 2 salons de bellesa.
Dels 6 establiments comercials que hi havia el 2009, 1 era una gran superfície de material de bricolatge, 2 fleques, 1 una fleca, 1 una llibreria i 1 una joieria.
L'any 2000 a Saint-Vrain hi havia 7 explotacions agrícoles.

## Equipaments sanitaris i escolars
L'únic equipament sanitari que hi havia el 2009 era una farmàcia.
El 2009 hi havia 1 escola maternal i 2 escoles elementals.

## Poblacions més properes
El següent diagrama mostra les poblacions més properes.